# Liste der Bodendenkmäler in Hohenwarth (Landkreis Cham)
Auf dieser Seite sind die Bodendenkmäler in der Oberpfälzer Gemeinde Hohenwarth zusammengestellt. Diese Tabelle ist eine Teilliste der Liste der Bodendenkmäler in Bayern. Grundlage ist die Bayerische Denkmalliste, die auf Basis des Bayerischen Denkmalschutzgesetzes vom 1. Oktober 1973 erstmals erstellt wurde und seither durch das Bayerische Landesamt für Denkmalpflege geführt wird. Die folgenden Angaben ersetzen nicht die rechtsverbindliche Auskunft der Denkmalschutzbehörde.

## Bodendenkmäler in Hohenwarth
| Lage                         | Objekt | Akten-Nr.     | Bild                                                           |
| ---------------------------- | --- | ------------- | -------------------------------------------------------------- |
| Am Wallerbach 1/2 (Standort) | Untertägige Befunde der frühen Neuzeit im Bereich der sogenannten Hussitenkapelle bei Ansdorf. | D-3-6743-0075 |                                                                |
| (Standort)                   | Archäologische Befunde des Mittelalters und der frühen Neuzeit im Bereich der Friedhofs- und ehemaligen Schloss- bzw. Burgkapelle in Hohenwarth, darunter die untertägigen Teile des abgebrochenen spätgotischen Langhauses sowie des Turmes. | D-3-6743-0077 |                                                                |
| Schloßgasse 1 (Standort)     | Archäologische Befunde des Mittelalters und der frühen Neuzeit im Bereich des ehemaligen Schlosses von Hohenwarth, darunter die Spuren von Vorgängerbauten bzw. älteren Bauphasen.                                                            | D-3-6743-0078 | Archäologische Befunde des Mittelalters und der frühen Neuzeit |
| (Standort)                   | Mittelalterlicher Burgstall. | D-3-6743-0079 |                                                                |